# Giáo hoàng Alexanđê I
Alexanđê I (Tiếng Latinh:Alexander I) là Giáo hoàng thứ sáu của Giáo hội Công giáo. Thời gian cai trị của ông được xác định là từ 106 - 115 (Louis Duchesne), 109 – 116 (Lightfoot). Trong truyền thống cơ đốc giáo cho rằng triều đại của ông kéo dài trong khoảng 10 năm (Eusebius Giám mục của Caesarea, "Lịch sử Ecclesiastical IV,"). Theo Niên giám Tòa thánh năm 1861 thì ông lên ngôi năm 109 và triều đại của ông kéo dài 10 năm. Niên giám năm 2003 là từ năm 105 tới năm 115. Niên giám tòa thánh năm 2008 (Libreria Editrice Vaticana) xác định triều đại của ông kéo dài từ năm 108 hoặc 109 tới năm 116 hoặc 119.

## Nhiệm kỳ Giám mục Rôma
Nguồn sử liệu chỉ ghi ông là người Rôma, có lẽ là của miền Đầu Bò (Caput tauri). Tuy nhiên điều này không chắc chắn lắm. Người ta cho rằng ngài là người có học và thức thời, môn đệ của Plutarch và Pliny Trẻ. Việc sử dụng nước phép pha với muối trong Giáo hội, ở tư gia (nước thánh) và việc chỉ định bánh thánh phải được làm bằng từ bột không men, phần "Qui pridie" (Hôm trước ngày chịu nạn...) trước khi truyền Phép được thêm vào Lễ Qui Roma được phát xuất từ triều đại ông. Ngài là vị Giáo hoàng đầu tiên do được bầu chọn thay vì do bổ nhiệm bởi chúc thư. Tuy nhiên việc ông lập ra nước thánh cũng như sự tử đạo của ông không chắc chắn về mặt lịch sử.
Thời gian cai trị của ông được coi là thời gian khá khó khăn của giáo hội Công giáo. Quan Pline-Trẻ tổng trấn miền Bitinia đã gửi một lá thư cho hoàng đế Trajan:
Tôi chưa bao giờ tham gia vào một cuộc thẩm tra các kitô hữu nào; vì vậy tôi không biết thường thường người ta dựa vào sự kiện gì để trừng phạt họ, tra hỏi về cái gì và phải đi đến đâu (...)
Phải chăng chỉ vì mang tên kitô hữu, không cần có tội ác nào, hay là danh xưng kitô hữu gắn liền với tội ác mà ta phải trừng phạt ? Tạm thời, đây là cách tôi đã theo đối với các kitô hữu được giao nộp cho tôi. Đích thân tôi hỏi họ có phải là Kitô hữu không? Đối với những người nhận mình là kitô hữu tôi hỏi lại lần thứ hai, rồi lần thứ ba đồng thời dùng cực hình để dọa họ. Kẻ nào cứ một mực xưng mình là Kitô hữu, tôi ra lệnh xử tử. (...)
Đàng khác, họ quả quyết rằng tất cả tội lỗi và sai lầm của họ chỉ là thường xuyên tụ họp vào đúng ngày đã định, trước khi mặt trời mọc, để cùng nhau đối đáp bài ca ca tụng Đức Kitô là Chúa và cùng thề hứa với nhau, không phải là kết ước gây tội ác này hay tội ác kia, nhưng là hứa không phạm tội ăn trộm, ăn cướp, ngoại tình, lỗi lời hứa, không từ chối ở tù khi bị đòi buộc. Sau đó họ có thói quen là chia tay nhau rồi lại họp nhau để dùng bữa, bữa ăn này rất bình thường và vô tội vạ ngay cả cách thực hành này họ đã bỏ ngay sau tôi theo lệnh ngài cấm các cuộc hội họp. Hơn nữa, tôi nghĩ rằng cần phải tiến hành việc tìm kiếm cho ra sự thật nên tôi cũng đã tra tấn hai nữ nô lệ mà họ gọi là hai nữ phó tế. Tôi đã chẳng tìm thấy một sự mê tín vô lý và quá độ nào cả. 
(Pline le Jeune, Correspondance, X, 96,trad. Belles Lettres).
Trajan đã trả lời:

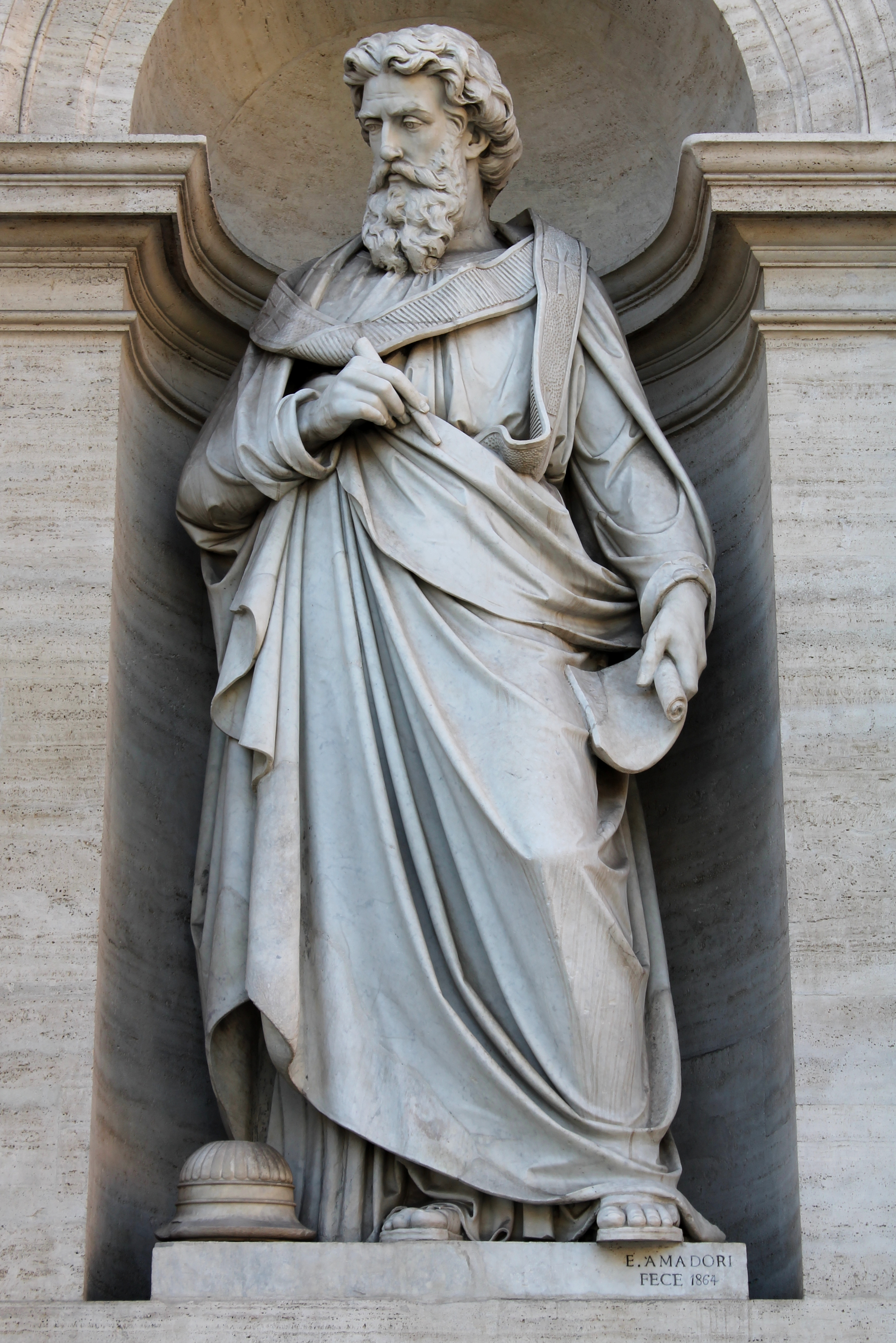
Tượng của giáo hoàng Alexanđê I ở Porta Pia, Rome.

Không thể nào xác định một quy luật tổng quát và bất biến. Sau đây là một lời khuyên thực tiễn: Chẳng cần phải đi lùng bắt các Kitô hữu làm chi. Nhưng nếu có ai bị tố giác và xác nhận về tội phạm thì cần phải trừng phạt. Tuy nhiên, giả như người nào phủ nhận mình không phải là tín đồ Kitô và xác minh bằng sự kiện là thờ lạy các thần linh, thì có thể tha thứ vì đã hối lỗi, dù cho quá khứ có điểm khả nghi. Còn các lời tố giác nặc danh thì không có giá trị gì hết".

## Tử đạo
Theo truyền thống của giáo hội và Pontificalis Liber thì ông là Giám mục của Rô-ma dưới thời của hoàng đế Trajan (98-117). Cùng một truyền thống cho rằng: ông chịu tử vì đạo ngày 3 tháng 5 năm 115 tại Via Nomentana, Rome. Thánh tích của ông được chuyển về Freising miền Bavaria, nước Đức năm 834. Một phần hài cốt của ông được đặt trong nhà thờ thánh nữ Sabina, trên đồi Aventin, phần kia trong một đài lễ tang của thành phố Lucques.
Trong một số phiên bản của lễ nghi Rô-ma (Roma Missal), thánh Alexander được kính nhớ vào ngày 3 tháng 5. Tuy nhiên, nó không còn được tìm thấy trong các phiên bản của Tridentine Missal được ban hành vào năm 1570 dưới triều Giáo hoàng Pius V. Vào năm 1855, tại nơi mà theo truyền thống cổ xưa tin là nơi tử đạo của Alexander đã phát hiện một nghĩa trang cổ vơi những cái tên Alexander, Eventius. Theo một số nhà khảo cổ, điều này được đồng nhất với Giáo hoàng Alexander.
Tuy nhiên điều này bị một số người từ chối cho rằng sự nhầm lẫn tên của hai người đã xảy ra vào đầu thế kỷ thứ VI, khi các tác giả soạn Liber Pontificalis. Tên của một người đã được xác định trùng với tên của một Giáo hoàng như đã xảy ra với một trường hợp khác: một người tử đạo có tên là Felix đã bị lẫn lộn với ngụy Giáo hoàng Felix II. Việc xác định các vị đã tử đạo cùng với Giáo hoàng Alexander đã được gỡ bỏ khỏi lịch Rô-ma vào năm 1960 dưới triều của Giáo hoàng Gioan XXIII.